# Ossas-Suhare
Ossas-Suhare (tiếng Basque: Ozaze-Zühara) là một xã thuộc tỉnh Pyrénées-Atlantiques trong vùng Nouvelle-Aquitaine miền tây nam nước Pháp.